# Championnat d'Arabie saoudite de football 1999-2000
Navigation
Saison précédente Saison suivante
La saison 1999-2000 du Championnat d'Arabie saoudite de football est la vingt-quatrième édition du championnat de première division en Arabie saoudite. La Premier League regroupe les douze meilleurs clubs du pays au sein d'une poule unique, où ils s'affrontent deux fois au cours de la saison, à domicile et à l'extérieur. À la fin de la compétition, les deux derniers du classement sont relégués et remplacés par les deux meilleurs clubs de deuxième division. En haut du classement, les quatre premiers se qualifient pour la phase finale pour le titre, disputée sous forme de coupe.
C'est le club d'Al Ittihad, tenant du titre, qui remporte à nouveau le championnat en battant Al Ahli en finale, après avoir terminé premier ex aequo de la saison régulière. C'est le 4e titre de champion d'Arabie saoudite de l'histoire du club.

## Les clubs participants
| - Al Nasr Riyad - Al-Hilal FC - Al Ahli - Al Ittihad - Al Ta'ee Ha'il - Al Nejmeh | - Al Raed - Promu de D2 - Al Shabab Riyad - Al Riyad SC - Al Wehda - Ettifaq FC - Sadous Riyad - Promu de D2 |

## Compétition

### Première phase
Le barème utilisé pour établir le classement est le suivant :
- Victoire : 3 points
- Match nul : 1 point
- Défaite : 0 point

| Rang | Équipe               | Pts | J  | G  | N | P  | Bp | Bc | Diff |
| ---- | -------------------- | --- | -- | -- | - | -- | -- | -- | ---- |
| 1    | Al Ittihad T         | 51  | 22 | 16 | 3 | 3  | 69 | 23 | +46  |
| 2    | Al Ahli              | 51  | 22 | 15 | 6 | 1  | 64 | 20 | +44  |
| 3    | Al Shabab Riyad (C2) | 46  | 22 | 14 | 4 | 4  | 37 | 22 | +15  |
| 4    | Al Nasr Riyad        | 45  | 22 | 13 | 6 | 3  | 31 | 18 | +13  |
| 5    | Al-Hilal FC C        | 39  | 22 | 11 | 6 | 5  | 39 | 19 | +20  |
| 6    | Al Riyad SC          | 33  | 22 | 9  | 6 | 7  | 28 | 25 | +3   |
| 7    | Ettifaq FC           | 25  | 22 | 6  | 7 | 9  | 25 | 30 | -5   |
| 8    | Al Wehda             | 22  | 22 | 6  | 5 | 11 | 31 | 58 | -27  |
| 9    | Al Nejmeh            | 19  | 22 | 6  | 1 | 15 | 18 | 46 | -28  |
| 10   | Sadous Riyad P       | 15  | 22 | 4  | 3 | 15 | 18 | 36 | -18  |
| 11   | Al Raed P            | 14  | 22 | 3  | 5 | 14 | 26 | 51 | -25  |
| 12   | Al Ta'ee Ha'il       | 7   | 22 | 1  | 5 | 16 | 12 | 50 | -38  |

|  | Qualification pour la phase finale pour le titre                                                                                                 |
|  | Qualification pour la Coupe des Coupes 2001-2002                                                                                                 |
|  | Relégation en deuxième division |
|  | T : Tenant du titre (C2) : Vainqueur de la Coupe des Coupes 2000-2001 C : Vainqueur de la Coupe d'Arabie saoudite P : Promu de deuxième division |

### Phase finale

#### Demi-finales
| Équipe 1        | Résultat | Équipe 2   | Aller | Retour |
| --------------- | -------- | ---------- | ----- | ------ |
| Al Nasr Riyad   | 0 - 2    | Al Ittihad | 0 - 0 | 0 - 2  |
| Al Shabab Riyad | 2 - 3    | Al Ahli    | 1 - 1 | 1 - 2  |

#### Finale
| Équipe 1   | Résultat | Équipe 2 |
| ---------- | -------- | -------- |
| Al Ittihad | 2 - 1    | Al Ahli  |

## Bilan de la saison
| Championnat d'Arabie saoudite de football 1999-2000 |                          |
| Champion                                            | Al Ittihad (4e titre)    |
| Coupes et trophées                                  |                          |
| Vainqueur de la Coupe d'Arabie saoudite 1999-2000   | Al Shabab Riyad          |
| Qualifications continentales                        |                          |
| Coupe d'Asie des clubs champions 2001-2002          | Al Ittihad               |
| Coupe des Coupes 2001-2002                          | Al Shabab Riyad (tenant) |
| Coupe des Coupes 2001-2002                          | Al-Hilal FC              |
| Coupe des clubs champions du golfe Persique 2002    | Al Ahli                  |
| Promotions et relégations                           |                          |
| Promus en Premier League                            | Al Ansar Médine          |
| Promus en Premier League                            | Al Qadisiya Al Khubar    |
| Relégués en First Division                          | Al Raed                  |
| Relégués en First Division                          | Al Ta'ee Ha'il           |